# Мусієнко Володимир Григорович
Володи́мир Григо́рович Мусіє́нко — український військовослужбовець, полковник Національної гвардії України, учасник російсько-української війни.
Командир 1-ї бригади оперативного призначення Національної гвардії України.

## Нагороди
- орден Богдана Хмельницького III ступеня (11 квітня 2022) — за особисту мужність і самовіддані дії, виявлені у захисті державного суверенітету та територіальної цілісності України, вірність військовій присязі[2].